# Guillemot de Kittlitz
Brachyramphus brevirostris
Espèce
Statut de conservation UICN

 NT  : Quasi menacé
Le Guillemot de Kittlitz (Brachyramphus brevirostris) est une espèce d'oiseaux de la famille des Alcidae, et vivant dans les eaux d'Alaska et de l'est de la Sibérie. Cette espèce est classée quasi-menacée par l'UICN, comme son proche parent, le guillemot marbré. À l'inverse de la majorité des oiseaux marins, il ne vit pas en colonies mais niche en des endroits isolés au sommet de falaises. La présence de ces nids était connue par les Amérindiens bien longtemps avant que les ornithologues, sceptiques, les découvrent et les photographient. Peu de choses sont connues sur cette espèce peu étudiée malgré son statut de protection et le regain d'intérêt récent de la recherche pour son parent le guillemot marbré.
Le nom de cet oiseau provient du nom de son découvreur, le zoologiste allemand Heinrich von Kittlitz.